# Stringer
De stringer is een doodstrafmethode die vergelijkbaar is met de wurgpaal. Het verschil is dat de veroordeelde bij de stringer op een plank ligt en omwonden is door meerdere kettingen, ijzerdraad of touw. Dergelijk touw werd ingedompeld in glasscherven of ander scherp materiaal.
De uiteinden van de kettingen zaten in gekoppelde katrollen aan weerszijden van de plank. Door aan beide kanten de katrollen in beweging te zetten werden de kettingen aangespannen en sneden deze in het vlees van de veroordeelde. Hoe groter de misdaad van de veroordeelde, des te langzamer dit proces in gang werd gezet. Uiteindelijk overleed de veroordeelde aan bloedverlies.
De stringer is een van de martelwerktuigen waar de makers van de filmreeks Saw door werden geïnspireerd voor hun films.